# 弗盧蒂德岩
弗盧蒂德岩（英語：Fluted Rock），是南極洲的岩石，位於恩德比地，處於斯普納灣東北部，根據澳大利亞探險隊拍攝的空中照片繪入地圖，現時由南極條約體系管理。